# Cephalurus cephalus
Cephalurus cephalus és una espècie de peix de la família dels esciliorrínids i de l'ordre dels carcariniformes.

## Morfologia
- Els mascles poden assolir 28 cm de longitud total.[1][2]

## Hàbitat
És un peix marí que viu entre 155-927 m de fondària.

## Distribució geogràfica
Es troba al sud de la Baixa Califòrnia i el Golf de Califòrnia.